# Le Pin (Calvados)
Le Pin település Franciaországban, Calvados megyében. Lakosainak száma 806 fő (2022. január 1.). Le Pin Le Brévedent, Le Faulq, Moyaux, Saint-Philbert-des-Champs, Asnières és Saint-Pierre-de-Cormeilles községekkel határos.

## Népesség
A település népességének változása:
| Lakosok száma | 372  | 389  | 477  | 680  | 780  | 808  | 812  | 813  | 813  | 806  |
|               | 1968 | 1982 | 1990 | 2006 | 2013 | 2015 | 2017 | 2019 | 2020 | 2022 |